# (2610) Tuva
(2610) Tuva – planetoida z pasa głównego asteroid okrążająca Słońce w ciągu 3 lat i 64 dni w średniej odległości 2,16 au. Została odkryta 5 września 1978 roku w Krymskim Obserwatorium Astrofizycznym w Naucznym na Półwyspie Krymskim przez Nikołaja Czernycha. Nazwa planetoidy pochodzi od Tuwy, republiki autonomicznej w Rosji. Przed nadaniem nazwy planetoida nosiła oznaczenie tymczasowe (2610) 1978 RO1.